# Kesuke Miyagi
Kesuke Miyagi (znany też jako pan Miyagi) – fikcyjny bohater z serii filmów Karate Kid. Grał go amerykański aktor japońskiego pochodzenia, Pat Morita, który za tę rolę był nominowany do Oscara. Miyagi, jako mistrz karate, jest mentorem Daniela LaRusso (w pierwszych trzech częściach) i Julie Pierce (w czwartej części filmu).

## Życiorys
Miyagi urodził się 11 kwietnia 1923 w małej rybackiej wiosce na Okinawie. Jego ojciec, podobnie jak większość mieszkańców, był rybakiem, ale i znawcą karate, którego uczył Miyagiego. Była to tradycja przekazywana z ojca na syna, jednak zrobiono wyjątek dla jego najlepszego przyjaciela, Sato. Miyagi początkowo pracował u ojca Sato, ale gdy zakochał się w młodej dziewczynie Yukie, którą miał poślubić jego przyjaciel i ogłosił to przed całą wioską, Sato poczuł się zhańbiony i wyzwał Miyagiego do pojedynku na śmierć i życie. By uniknąć walki, Miyagi opuścił Okinawę i wyemigrował do Stanów Zjednoczonych.
Po przybyciu do USA poznał inną kobietę, z którą się związał i wziął ślub. Gdy razem z żoną oczekiwał narodzin pierwszego dziecka, wybuchła wojna i pani Miyagi została internowana do japońskiego obozu Manzanar w Kalifornii. W tym czasie Miyagi wstąpił do amerykańskiej armii, a za wybitne zasługi otrzymał Medal Honoru. Na froncie zaprzyjaźnił się ze swoim dowódcą porucznikiem Pierce’em, który podczas walki uratował mu życie. Miyagi, by się odwdzięczyć, zaczął uczyć go karate. Podczas gdy Miyagi walczył, jego żona i syn zmarli w obozie Manzanar z powodu komplikacji, do których doszło podczas porodu. Strata rodziny jeszcze przez wiele lat nie dawała mu spokoju.
Nie ujawniono zbyt wielu informacji na temat tego, co Miyagi robił między wojną a wydarzeniami z pierwszego filmu. Na początku pierwszej części pracuje jako konserwator zlewu w mieszkaniu Daniela LaRusso. Zauważa, że chłopak ma problemy, więc postanawia mu pomóc i uczy go karate w niekonwencjonalny sposób. Kilka razy ratuje go też z opresji i trenuje do zawodów karate, podczas których Daniel musi zmierzyć się ze swoimi prześladowcami.
W 1985 r. dowiaduje się, że jego ojciec umiera, więc wraca na Okinawę, gdzie spotyka Yukie oraz dawnego przyjaciela, Sato, który, korzystając z okazji, próbuje zakończyć ich waśń, zmuszając Miyagiego do walki. Jednak, gdy podczas tajfunu Miyagi ratuje mu życie, Sato puszcza urazy w niepamięć i znów zostaje jego przyjacielem.
Akcja trzeciego filmu rozpoczyna się po powrocie z Okinawy. Razem z Danielem otwiera sklep z drzewkami bonsai. W tym czasie ich dawny wróg Kreese postanawia zemścić się na nich za upokorzenie, którego doznał w czasie turnieju karate. Razem ze swoim przyjacielem Terrym, biznesmenem i ekspertem wschodnich sztuk walki, zamierza zmusić Daniela do ponownego wzięcia udziału w turnieju. Miyagi jest temu przeciwny, ale widząc problemy w jakie chłopak się wplątuje, ostatecznie decyduje się mu pomóc i przygotowuje go do zawodów.
W czwartej części Miyagi bierze pod opiekę 17-letnią, zbuntowaną nastolatkę, Julie. Dziewczyna jest siostrzenicą żony porucznika Pierce’a, który uratował Miyagiemu życie w czasie wojny. Początkowo nieufna i opryskliwa nastolatka zaprzyjaźnia się z Miyagim. Okazuje się, że przyczyną takiego zachowania są szkolne problemy. Ponieważ dziewczyna jest napastowana przez Neda, przywódcę miejscowego gangu, Miyagi postanawia jej pomóc i uczy ją karate.

## Styl karate
Miyagi ma głęboką filozoficzną wiedzę o życiu i nadzwyczajną zręczność. W drugim filmie wyjaśnia, że wywodzi się od Shimpo Miyagi, który bardzo lubił zarówno rybołówstwo, jak i sake. Pewnej nocy w 1625 r., gdy wypłynął na połów, był bardzo pijany i zemdlał. Jego łódź rybacka oddaliła się od brzegu i dopłynęła aż do wybrzeża Chin. Dziesięć lat później Shimpo wrócił na Okinawę z żoną, dwójką dzieci i sekretem karate rodziny Miyagi.